# Pénjamo
Pénjamo é um município do estado de Guanajuato, no México.